# Tomer Zvulun
Tomer Zvulun (geboren 1976 in Israel) ist ein israelischer Opernregisseur, der überwiegend in Nordamerika arbeitet. Seit 2013 ist er der General and Artistic Manager der Atlanta Opera.

## Leben und Werk
Zvulun war Sanitäter während seines Wehrdienstes in der israelischen Armee. Er studierte Kunst und Musik an der Open University in Tel Aviv, war Gastwissenschaftler am Operninstitut der Boston University und absolvierte das Executive Program der Harvard Business School. Sieben Jahre war er als Spielleiter an der Metropolitan Opera in New York engagiert.
Zvulun war Gastdirigent an der Seattle Opera (Semele, La Boheme, Eugene Onegin, Lucia di Lammermoor,), der Dallas Opera (Die Fledermaus, La Boheme), in Houston (Der fliegende Holländer, Rigoletto), beim Wexford Festival (Stille Nacht, Abendessen um acht), der Cincinnati Opera (Zauberflöte, Don Giovanni, fliegender Holländer), Wolf Trap Opera (Falstaff, Don Giovanni) und der Israeli Opera (Dead Man Walking, Giulio Cesare).
Er hat an zahlreichen Opernhäusern in Nord- und Südamerika inszeniert, darunter Seattle, San Diego, Boston, Dallas, Cincinnati, Buenos Aires und New Orleans, des Weiteren an Bildungseinrichtungen wie der Juilliard School, der Indiana University und der Boston University. 2018 war seine Inszenierung von Dinner at Eight beim Wexford Festival Opera in Irland zu sehen.
Seit Juni 2013 ist er künstlerischer Leiter der Oper von Atlanta. Als Regisseur verfügt er über eine große Bandbreite, so inszenierte er in der Spielzeit 2017/18 drei völlig unterschiedliche Werke: die Wagner-Oper Der fliegende Holländer, das Musical Sweeney Todd von Stephen Sondheim und die Holocaust-Oper Out of Darkness des US-amerikanischen Komponisten Jake Heggie.
Seine Zusammenarbeit mit der Harvard Business School führte zu einer Fallstudie über seine Führung an der Atlanta Opera. Er dokumentiert die Neuerungen und Veränderungen, die er während seiner Amtszeit mitbrachte, und wird derzeit als Teil des Lehrplans für Executive-Programme in Harvard unterrichtet. 2018 wurde er zu einem Ted Talk über Neuerungen in der Oper mit dem Titel „Oper im Zeitalter des Iphone“ eingeladen.
Zvulun stellte eine Reihe von Barock-Opern vor, inszenierte aber auch weitgehend das klassische Repertoire von Mozart bis Puccini und Richard Strauss sowie eine Reihe von Werken zeitgenössischer Komponisten wie William Bolcom, Jake Heggie oder Kevin Puts.

## Inszenierungen (Auswahl)
- 2013: Lucrezia Borgia – Buenos Aires Lirica
- 2013: Falstaff – Wolf Trap Opera, Des Moines Metro Opera
- 2014: Rigoletto – Boston Lyric Opera, Atlanta Opera, Omaha Opera
- 2014: Madama Butterfly – Atlanta Opera, Castleton Festival
- 2014: Silent Night von Kevin Puts – Wexford Festival Opera, Atlanta Opera sowie demnächst Glimmerglass Festival, Washington National Opera, Austin Opera
- 2016: Dead Man Walking von Jake Heggie – New Orleans Opera
- 2016: Soldier Songs von David T. Little – San Diego, Atlanta
- 2017: Dinner at Eight von William Bolcom, Uraufführung an der Minnesota Opera, dann auch beim Wexford Festival Opera
- 2017: Maria de Buenos Aires – Atlanta Opera, New Orleans Opera, New York City Opera
- 2017: Giulio Cesare –   Israeli Opera
- 2017: Eugen Onegin – Kansas City, dann Seattle, Atlanta, Detroit, Hawaii, Montreal, Seattle, Palm Beach
- 2017: Der fliegende Holländer – Atlanta Opera, Houston Grand Opera, Cincinnati Opera
- 2018: Out of Darkness: Two Remain von Jake Heggie – Uraufführung an der Atlanta Opera